# Wacław Jackowski
Wacław Jackowski pseud. Gołąb, Skała (ur. 16 marca 1920 w Moniakach, zm. 4 września 2013) – oficer polityczny II Armii WP, wykładowca Wojskowej Akademii Politycznej.

## Życiorys
W 1936 skończył szkołę powszechną. W kwietniu 1942 wstąpił do PPR i GL, których komórki organizował następnie na terenie gminy Urzędów. W sierpniu 1942 został komendantem garnizonu GL i członkiem Komitetu Gminnego PPR. Na początku 1944 organizował konspiracyjne rady narodowe na Lubelszczyźnie. W sierpniu 1944 wstąpił do II Armii WP. W grudniu 1944 skończył Szkołę Oficerów Polityczno-Wychowawczych w Lublinie i został oficerem politycznym - zastępcą dowódcy baterii do spraw polityczno - wychowawczych w 53 Pułku Artylerii Przeciwpancernej 9 Drezdeńskiej Brygadzie Artylerii Przeciwpancernej. Przeszedł szlak bojowy II Armii przez Nysę, Drezno i Mielnik. 
Później brał udział w walkach ze zbrojnym podziemiem niepodległościowym na Podkarpaciu, m.in. w składzie Grupy Operacyjnej "Wisła" w rejonie Przemyśla i Lubaczowa. W latach 1949-1951 był szefem szefem sztabu w Wyższej Szkole Oficerów Politycznych. Po powołaniu Wojskowej Akademii Politycznej im. Feliksa Dzierżyńskiego w 1951 był jednym z jej wykładowców i dowódcą kursów. W 1961 ukończył studia magisterskie w tej uczelni.
Od 1961 służył w aparacie politycznym kwatermistrzostwa Warszawskiego Okręgu Wojskowego, a w latach 1962-1965 był attache wojskowym Ambasady PRL w Budapeszcie. Od 1965 pełnił służbę w Sztabie Generalnym WP, gdzie był sekretarzem Komitetu Partyjnego PZPR, a następnie szefem Wydziału Politycznego Sztabu Generalnego WP.
Służbę wojskową zakończył w czerwcu 1975, pożegnany przez I zastępcę szefa Sztaby Generalnego WP gen. dyw. Tadeusza Hupałowskiego. 

## Odznaczenia
- Order Sztandaru Pracy II klasy
- Krzyż Komandorski Orderu Odrodzenia Polski
- Krzyż Oficerski Orderu Odrodzenia Polski
- Krzyż Walecznych
- Krzyż Partyzancki
- Srebrny Medal „Zasłużonym na Polu Chwały”
- Medal im. Ludwika Waryńskiego (1987)[2]
- Order Wojny Ojczyźnianej I stopnia
- Order Czerwonej Gwiazdy (Czechosłowacja, 1970)[3]

I inne.